# December, 1963 (Oh, What a Night)
"December, 1963 (Oh, What a Night)" är en sång ursprungligen inspelad av gruppen The Four Seasons, skriven av gruppens keyboardist Bob Gaudio och hans blivande fru Judy Parker, producerad av Gaudio, och ingick på gruppens album Who Loves You 1975.
Singeln släpptes i december 1975 och toppade den brittiska singellistan den 21 februari 1976, och USA-singellistan den 13 mars 1981, och låg även etta i tre veckor på Cash Box i Kanada. Trummisen Gerry Polci och basisten Don Ciccone sjöng med Frankie Valli.
Sången handlade ursprungligen om förbudstiden, men texten ändrades på begäran av Frankie Valli och sångtextförfattaren Judy Parker. Sångtexten blev ett nostalgiskt minne av en ung mans "första gång" med en kvinna. I Broadwaymusikalen Jersey Boys, spelades låten då Bob Gaudio-karaktären mötte en prostituerad för att mista oskulden. 
1994 återlanserades den med tillagda trumslag och remixad text (mixad av nederländska diskjockeyn Ben Liebrand 1988). Denna version tillbringade 27 veckor på Billboard Hot 100 (lika länge än den ursprungliga singeln). Topplaceringen av remixversionen var #14.
Om man slår samman de två 27 veckor långa listplaceringarna 1976 och 1994 blir låten den som legat längst på Billboard Hot 100 .

## Coverversioner
- Den franske sångaren Claude François spelade in en cover på sitt album Le Vagabond 1976 ; och hans version kallades "Cette année-là" ("det året"). Med ny text på franska handlade den om Claude François karriär inom show business 1962, och blev en hit i Europa.

- Sångaren Tomaž Domicelj spelade in en cover på låten på albumet  Na planini je živel; hans version kallas "Jamajka" ("Jamaica").

- 1996 spelade den brittiska danceduon Clock nådde placeringen #13 på den brittiska singellistan.

- Sångaren Vitamin C:s version användes av det amerikanska TV-nätverket The WB på bilder under TV-säsongen 1999-2000.

- Låten spelades in som cover och blev en discohit av den franske artisten Yannick (ej att förväxlas med Yannick Noah) år 2000 som "Ces soirées-là" ("De nätterna"). Texten handlar om att ha haft kul på en nattklubb, och rap ingick som finns med i Broadwaymusikalen Jersey Boys.

- Wyclef Jean har gjort en hiphopversion av låten, vid namn "What A Night", om sitt liv som hiphopartist, på albumet Masquerade.

- 2001 gjorde Mr. Vegas (tillsammans med sångaren Jackie) en cover på låten på albumet Damn Right.

- Billy Joel har framfört den på livekonserter, men ingen studioinspelning finns ännu.